# Ендрю Брі
Ендрю Брі (англ. Andrew Bree, 16 березня 1981) — британський плавець.
Учасник Олімпійських Ігор 2000, 2008 років.
Призер Чемпіонату Європи з плавання на короткій воді 2003 року. Він також чотири рази представляв Північну Ірландію на змаганнях Співдружності та двічі посів п’яте місце на дистанції 200 метрів брасом. Ендрю навчався в університеті Теннессі.
Він став першим жителем Північної Ірландії, який виграв медаль на Чемпіонаті Європи з плавання на короткій воді, коли фінішував другим на дистанції 200 м брасом на Чемпіонаті 2003 року в Національному центрі водних видів спорту в Дубліні, Ірландія. Його рідним клубом є Ардс, але з 2008 року він тренується в США в Університеті Теннессі.
Після плавання на Олімпіаді 2000 року в Сіднеї, йому не вдалося відібратися на літні Олімпійські ігри 2004 року в Афінах. Однак він пройшов кваліфікацію на Ігри Співдружності 2006 року в Мельбурні, Австралія, де встановив рекорд на дистанції 200 м брасом і посів п’яте місце.
За кілька місяців до Олімпіади 2008 року він дав позитивний тест на наркотики. Брі стверджував, що використовував назальний спрей і не знав, що він містить заборонені речовини. Пізніше результати тесту на наркотики були скасовані, і йому дозволили брати участь в Олімпіаді в Пекіні. 